# Отіс Реддінг
О́тіс Рей Ре́ддінг молодший (англ. Otis Ray Redding, Jr.; 9 вересня 1941, Доусон, Джорджія, США — 10 грудня 1967, Медісон, Вісконсин, США) — американський співак в жанрі соул. Один з найяскравіших представників південного соулу 1960-х.
У 1989 році ім'я Отіса Реддінга внесено до Зали слави рок-н-ролу, а у Списку 500 найкращих альбомів усіх часів за версією журналу Rolling Stone його творчість представлена 5-ма альбомами. 2008 року журнал Rolling Stone назвав Реддінга 8-м в списку найвидатніших співаків післявоєнного періоду.

## Біографія

### Ранні роки
Отіс Реддінг народився в невеликому містечку Доусон, штат Джорджія. Коли хлопчику виповнилось п'ять років, його сім'я переїхала в Мейкон. Отіс почав співати ще в церковному хорі, а вже в підлітковому віці, він п'ятнадцять тижнів поспіль перемагав в конкурсі талантів в місцевому театрі Дуґласс. Найбільший вплив на юнака справили Сем Кук та Літтл Річард, який також проживав в Мейконі. Реддінг говорив: «Якби не Літтл Річард, мене тут не було б. Я вирішив серйозно зайнятись музикою лише через Річарда, бо він мене надихав. І я співав як Річард, та навіть виконував його рок-н-ролні пісні.»

### Кар'єра
В 1960 році, Реддінг поїхав на гастролі разом з Джонні Дженкінсом та його гуртом The Pinetoppers. Окрім співу, Отіс також заробляв працюючи водієм Дженкінса, до тих пір, поки лідер гурту сам не отримав посвідчення водія. Того ж року, Реддінг записав свої перші пісні «Fat Gal» та «Shout Bamalama» разом з гуртом під назвою «Otis Redding and The Pinetoppers». Обидва записи були здійснені на маленьких лейблах Orbit та Confederate.
В 1962 році, до Реддінга прийшов перший успіх у музичному бізнесі — після закінчення репитиції, він залишився в студії та записав пісню «These Arms of Mine», музику та слова до якої написав сам. Ця соул-баллада стала хітом на маленькому лейблі Volt Records — філіал, який належав відомій компанії звукозапису Stax, що знаходилась у Мемфісі, штат Теннессі. Його менеджером був уродженець Мейкону, Філ Волден, засновник Capricorn Records. Деякий період, а саме коли Філ служив в армії, тимчасові обов'язки менеджера Реддінга виконував його молодший брат Алан. Отіс продовжував записувати на Stax/Volt та здобувати прихильність фанатів, постійно даючи концерти разом з гуртом Stax Sam & Dave. Наступними його хітами, що вийли в період з 1964 до 1966 року були «Mr. Pitiful», «I Can't Turn You Loose», «Try a Little Tenderness» (рімейк стандарту 1930-х років написаний Гаррі Вудзом, Джиммі Кемпбеллом та Регом Коннеллі), «(I Can't Get No) Satisfaction» (пісня Rolling Stones написана Міком Джаґґером and Кітом Річардсом) та «Respect», композиція, яка згодом стане супер хітом для Арети Франклін.
Більшість своїх пісень Реддінг писав сам, що було досить незвичним для того часу, а деякі разом зі Стівом Кроппером (гітаристом хаус-бенду Booker T. & the M.G.'s компанії Stax, група, яка брала участь у всіх студійних записах Реддінга). У співавторстві з іншим співаком жанру соул Джеррі Батлером, Отіс написав класичну «I've Been Loving You Too Long», яка за версією журналу Rolling Stone зайняла 110 місце у списку найкращих пісень усіх часів. Один з найпопулярніших хітів Реддінга був його дует з іншою зіркою Stax Карлою Томас — «Tramp», композиція, яка бу записана у 1967 році та увійшла до альбому King & Queen. В цьому ж році він почав завойовувати «білу» аудиторію прихильників, взявши участь у відомому Monterey Pop Festival, який став одним з найбільших виступів в кар'єрі музиканта.

## Смерть
До 1967 року група літала на виступи на літаку Beechcraft H18 Реддінга. 9 грудня вони з'явилися на телевізійному шоу Upbeat, яке транслювалося з Клівленда. Гурт відіграв три концерти за дві ночі в клубі «Leo's Casino». Після телефонної розмови з дружиною та дітьми наступною зупинкою Реддінга був Медісон, штат Вісконсін. Наступного дня, у неділю, 10 грудня, вони мали грати в нічному клубі Factory, що неподалік Університету Вісконсина.
Незважаючи на погану погоду, сильний дощ і туман, і попри попередження, літак злетів. За чотири милі (6,5 км) від пункту призначення на полі Труакс у Медісоні пілот Річард Фрейзер звів по радіо дозвіл на посадку. Незабаром після цього літак впав в озеро Монона. Учасник Bar-Kays Бен Колі, єдиний, хто вижив після аварії, заснув незадовго до аварії. Він прокинувся безпосередньо перед ударом і побачив, як його колега по групі Фелон Джонс дивиться у вікно і вигукує: «О, ні!» Колі сказав, що останнє, що він пам'ятав перед аварією, — це розстібнутий ремінь безпеки. Потім він опинився в холодній воді, вхопившись за подушку сидіння, щоб утриматися на воді. Не вмівши плавати, він не зміг врятувати інших. Причина аварії так і не була встановлена. Крім Реддінга, іншими жертвами аварії стали чотири члени Bar-Kays — гітарист Джиммі Кінг, тенор-саксофоніст Фелон Джонс, органіст Ронні Колдуелл і барабанщик Карл Каннінгем; їхній камердинер Метью Келлі; і пілот Фрейзер.

## Дискографія

### Альбоми
| Рік  | Назва                                                               | U.S. Billboard 200 | U.K. Albums Chart |
| ---- | ------------------------------------------------------------------- | ------------------ | ----------------- |
| 1964 | Pain in My Heart (Atco)                                             | 103                | 28                |
| 1965 | The Great Otis Redding Sings Soul Ballads (Volt)                    | 75                 | 30                |
| 1965 | Otis Blue (Volt)                                                    | 75                 | 6                 |
| 1966 | The Soul Album (Volt)                                               | 54                 | 22                |
| 1966 | Complete & Unbelievable: The Otis Redding Dictionary of Soul (Volt) | 73                 | 23                |
| 1967 | King & Queen з Карлою Томас (Stax)                                  | 36                 | 18                |
| 1967 | Live in Europe (Volt)                                               | 32                 | 14                |
| 1967 | The History of Otis Redding (альбом найкращих хітів) (Volt)         | 9                  | 2                 |

### Посмертні релізи альбомів
| Рік  | Назва                                                 | U.S. Billboard 200 | U.K. Albums Chart |
| ---- | ----------------------------------------------------- | ------------------ | ----------------- |
| 1968 | The Dock of the Bay (Volt)                            | 4                  | 1                 |
| 1968 | The Immortal Otis Redding (Atco)                      | 58                 | 19                |
| 1968 | In Person at the Whisky a Go Go (Atco)                | 82                 | -                 |
| 1969 | Love Man (Atco)                                       | 46                 | -                 |
| 1970 | Tell the Truth (Atco)                                 | 200                | -                 |
| 1993 | Good to Me: Live at the Whisky a Go Go, Vol. 2 (Stax) | 200                | -                 |

#### Інші альбоми
- 1968 — Soul As Sung by Otis Redding and Little Joe (Alshire Presents)
- 1970 — Monterey International Pop Festival - Otis Redding/The Jimi Hendrix Experience (Reprise) US: #16
- 1972 — The Best of Otis Redding (Atco) US: #76
- 1982 — Recorded Live: Previously Unreleased Performances (Atlantic)
- 1986 — The Ultimate Otis Redding (Warner Bros.)
- 1987 — The Otis Redding Story (Atlantic)
- 1992 — Remember Me (Stax)
- 1992 — The Very Best of Otis Redding, Vol. 1 (Rhino)
- 1993 — Otis! The Definitive Otis Redding (Rhino 4D Boxed Set)
- 1995 — The Very Best of Otis Redding, Vol. 2 (Rhino)
- 1998 — Dreams To Remember: The Otis Redding Anthology (Rhino 2D)
- 1998 — Love Songs (Rhino)
- 1999 — In Concert (Stax)
- 2002 — Very Best of Otis Redding (Atco) UK: #26
- 2006 — Stax Profiles (Stax)
- 2006 — The Definitive Soul Collection (Rhino 2D)
- 2008 — Live in London and Paris (Stax)

### Сингли
Всі сингли були випущенні на Volt Records, а ті, що вийшли на інших лейблах вказані окремо.
| Year | Title                                                               | U.S. R&B Singles                                                              | U.S. Pop Singles                       | U.K. Singles |
| ---- | ------------------------------------------------------------------- | ----------------------------------------------------------------------------- | -------------------------------------- | ------------ |
| 1961 | «Shout Bamalama»                                                    | -                                                                             | -                                      | -            |
| 1961 | «Gettin' Hip» (Alshire Records)                                     | -                                                                             | -                                      | -            |
| 1962 | «These Arms of Mine»                                                | 20                                                                            | 85                                     | -            |
| 1963 | «That's What My Heart Needs»                                        | 27                                                                            | -                                      | -            |
| 1963 | «Pain in My Heart»                                                  | -                                                                             | 61                                     | -            |
| 1964 | «Come to Me»                                                        | -                                                                             | 69                                     | -            |
| 1964 | «Security»                                                          | -                                                                             | 97                                     | -            |
| 1964 | «Chained and Bound»                                                 | -                                                                             | 70                                     | -            |
| 1964 | «Mr. Pitiful»/ «That's How Strong My Love Is»                       | 10 18                                                                         | 41 74                                  | -            |
| 1964 | «Stand by Me»                                                       | -                                                                             | -                                      | -            |
| 1964 | «Things Go Better With Coke…» (A Man And A Woman) [1964 Commercial] | -                                                                             | -                                      | -            |
| 1965 | «I've Been Loving You Too Long»                                     | 2                                                                             | 21                                     | -            |
| 1965 | «Respect»                                                           | 4                                                                             | 35                                     | -            |
| 1965 | «Just One More Day»/ «I Can't Turn You Loose»                       | 15 11                                                                         | 85 — \|align="center" valign="top"\|29 |              |
| 1965 | «My Girl»                                                           | -                                                                             | -                                      | 11           |
| 1965 | «A Change Is Gonna Come»                                            | -                                                                             | -                                      | -            |
| 1966 | «(I Can't Get No) Satisfaction»                                     | 4                                                                             | 31                                     | 33           |
| 1966 | «My Lover's Prayer»                                                 | 10                                                                            | 61                                     | 37           |
| 1966 | «Fa-Fa-Fa-Fa-Fa (Sad Song)»                                         | 12                                                                            | 29                                     | 23           |
| 1967 | «Try a Little Tenderness»                                           | 4                                                                             | 25                                     | 46           |
| 1967 | «Day Tripper»                                                       | -                                                                             | -                                      | 43           |
| 1967 | «I Love You More Than Words Can Say»/ «Let Me Come On Home»         | 30 — \|align="center" valign="top"\|78 — \|align="center" valign="top"\| - 48 |                                        |              |
| 1967 | «Shake» (Live)                                                      | 16                                                                            | 47                                     | 28           |
| 1967 | «Glory of Love»                                                     | 19                                                                            | 60                                     | -            |
| 1967 | «Tramp» з Карлою Томас (Stax)                                       | 2                                                                             | 26                                     | 18           |
| 1967 | «Knock on Wood» з Карлою Томас (Stax)                               | 8                                                                             | 30                                     | 35           |